# Hrvatski latinizam
Hrvatski latinizam ili hrvatska latinistička književnost jest termin kojim se označava književno stvaralaštvo na latinskom jeziku a koje se razvilo na području Hrvatske od 9. vijeka pa sve do današnjih dana. Na ovom području se već od 9. i 10. vijeka javni, a ponekad i privatni dokumenti pišu na latinskom jeziku, dakako na lokalnoj varijanti srednjovjekovnog latiniteta; od 12. do 14. vijeka pojavljuju se i djela pisana na jeziku koji je već bliži klasičnom latinitetu.

## Srednji vijek
Obilni tragovi latinskog stvaralaštva u srednjovjekovnoj Hrvatskoj nalaze se već od 9. vijeka, kako na brojnim kamenim natpisima tako i u još brojnijim sačuvanim javnim i privatnim ispravama. Kod nekih spomenika, posebno u stihovanim natpisima, nailazi se i na ljepote pjesničkog izraza. Tako se na sarkofagu splitskog velikaša Petra Crnoga (11. vijek) može pročitati deset stihova o prolaznosti života, koje je sastavio đakon Dabro (Dabrus). Poznatiji je nadgrobni natpis Vekenege (umrla 1111), upraviteljke Benediktinskog samostana Sv. Marije u Zadru; na četiri ploče s 20 stihova (heksametri i elegijski distisi), u kojima nepoznati pjesnik slavi Vekenegine zasluge za pomenuti samostan. Zanimljiv je natpis bribirskoga kneza Mladena III Šubića (umro 1348) u Trogirskoj katedrali, sastavljen od 22 golijardska stiha. Fragmentarno su sačuvana dva naročito vrijedna natpisa: kneza Trpimira iz sredine 9. vijeka i nadgrobni natpis kraljice Jelene Slavne iz 976. godine — koji počinje riječima In hoc tumulo quiescit Helena famosa (u prevodu: U ovom grobu počiva Jelena slavna) a završava sa Icque aspiciens vir "anime" dic "miserere Deus" (u prevodu: Čovječe, kad ovamo pogledaš, reci: „Bože, smiluj se duši njezinoj”). Najstarija isprava s dvora nekog od hrvatskih vladara jest Trpimirova darovnica (852), u kojoj se prvi put u domaćoj ispravi spominje hrvatsko ime.
Iz 11. vijeka poznate su dvije povelje kralja Petra Krešimira IV: darovnica povodom osnutka Samostana Sv. Marije u Zadru (1066) i darovnica kojom se Samostanu Sv. Krševana u Zadru daruje otok Maun „u našem dalmatinskom moru” (lat. in nostro Dalmatico mari). Od drugih isprava značajni su notarski spisi (najstariji je iz 1146. u Zadru), gradski statuti (najstariji je splitski iz 1240) te Statut Zagrebačkog kaptola, koji je sastavio zagrebački kanonik Ivan Arhiđakon Gorički (1334) i koji predstavlja najstariji urbarijum u Hrvatskoj (urbarijum ili poliptik je zbirka propisa koji su u srednjovjekovnoj Hrvatskoj, Slavoniji i Vojvodini uređivali odnose vlastelina i kmetova i njihove međusobne dužnosti). Istoj kategoriji pripada i Supetarski kartular, zbornik prijepisa dokumenata koji se odnose na Samostan Sv. Petra u Selu nedaleko od Splita (osnovan 1064). Predstavlja važan izvor za hrvatsku istoriju s kraja 11. vijeka.
Iz 11. vijeka potiču i dvije sačuvane liturgijske drame, obje u najstarijem obredniku Zagrebačke katedrale. Jedna je u najprimitivnijem obliku, Pohod grobu (lat. Visitatio sepulchri), a druga mnogo razvijenija iz božićnog ciklusa — Trokraljevska igra (lat. Officium stellae), u kojoj su prikazana tri kralja koja su se došla pokloniti Hristu, njihova posjeta Herodu itd.
Među latinskim stvaralaštvom u srednjovjekovnoj hrvatskoj kulturi posebno se izdvajaju hronike. Prva među njima je Ljetopis popa Dukljanina iz sredine 12. vijeka, hronika za koju autor u uvodu kaže da ju je sa „slavenskog” preveo na latinski i naziva je Libellus Gothorum ili Sclavorum regnum. Autor Ljetopisa je nepoznati katolički sveštenik iz crnogorskog grada Bara, a ime Pop Dukljanin dao mu je hrvatski istoričar Ivan Lučić — koji je ovo djelo štampao kao prilog vlastitom djelu De regno Dalmatiae et Croatiae (1666) pod naslovom Presbyteri Diocleatis Regnum Sclavorum, i to latinski tekst (u 47 poglavlja), dok se navodni slovenski izvornik nije sačuvao. Postoji i stari hrvatski prevod (vjerojatno iz 14. vijeka), koji je sastavio nepoznati autor iz okoline Splita. Ovaj prevod je početkom 16. vijeka Splićanin Dmine Papalić našao u makarskom primorju i prepisao ga „rič po rič”; nazvan je Hrvatska kronika, ali obuhvata samo 23 poglavlja latinskog izvornika za koja je prevodilac smatrao da kazuju hrvatsku istoriju i kojima je dodao još pet poglavlja o vladavini kralja Zvonimira i o legendi o njegovoj pogibiji. Papalićev prijepis zatim je na latinski slobodno preveo Marko Marulić (1510), i taj je latinski prevod takođe izdao Ivan Lučić u spomenutom djelu — pod naslovom Regnum Dalmatiae et Croatiae gesta. Ljetopis se obično dijeli na tri djela: rodoslovlje slovenskih vladara, legenda o Sv. Vladimiru i dukljanska hronika 11. i 12. vijeka. Istorijska vrijednost djela nije velika. Odsustvo svake hronologije, izmišljanje i miješanje raznih istorijskih ličnosti i događaja, te intervencije kasnijih prepisivača značajno otežavaju raspoznavanje prave istorijske osnove djela.
U 13. vijeku Toma Arhiđakon (lat. Thomas Archidiaconus, oko 1200—1268), kanonik i političar rodom iz romanske porodice iz Splita, napisao je Solinsku povijest (lat. Historia Salonitana, 1266). Ovdje je hronološkim redoslijedom iznio živote i djela solinsko-splitskih nadbiskupa od rimskih vremena do svog doba, praveći mnoge ekskurse o prošlosti Splita i srednjovjekovne Hrvatske; stoga predstavlja vrijedan istorijski izvor za razdoblje Krešimira IV i Zvonimira. Savremenu istoriju često prikazuje veoma živopisno, npr. navalu Tatara, sukobe između Splita i Trogira, ili političke razmirice u gradu.
Spis Opsada Zadra (lat. Obsidio Jadrensis), u dvije knjige, djelo je nepoznatog autora iz 14. vijeka. Ovo nije suhoparna hronika, već živ i detaljan prikaz teške sudbine Zadra kad su ga 1345/46. s kopna i mora opsjeli Mlečani. O istom događaju sačuvan je i kraći savremeni spis Zadarska kronika (lat. Chronica Jadrensis), čiji je autor — za razliku od autora Opsade Zadra, koji piše izrazito antimlečanski — sklon Mlečanima. Stihovanu hroniku o najstarijoj istoriji Dubrovnika sastavio je autor koji sebe zove Milecije (lat. Miletius, 13. ili 14. vijek), pa je i samo djelo — od kojega je sačuvan 91 heksametar — nazvano Milecijeva kronika.

## Humanizam i renesansa
Humanizam je već u prvim decenijama 15. vijeka prodro na istočnu obalu Jadranskog mora, prije svega zbog blizine njegovog izvorišta. Zahvaljujući kulturnim dodirima s Italijom, već u predrenesansno doba — uglavnom posredništvom pojedinih članova lokalne elite, ali i posredništvom putujućih humanista — krajem 14. vijeka i u Hrvatskoj se primjećuju počeci humanističkog djelovanja: skupljanje antičkih natpisa i prepisivanje starih kodeksa.
Primorski krajevi su se od početka 15. vijeka nalazili pod mletačkom vlašću, dok se sjeverna Hrvatska od 12. vijeka do mohačkog poraza 1526. nalazila u državnoj zajednici sa Ugarskom (i kasnije će, sve do 1918, biti u nekoj specifičnoj državno-pravnoj zavisnosti od nje), a 1527. skupa s jednim dijelom Ugarske potpada pod vlast Habsburga. Humanisti iz primorskih krajeva u sve većem broju odlaze na studije u Italiju i druge evropske zemlje te tako jačaju kulturne veze sa središtima evropskog humanizma. Humanisti iz sjeverne Hrvatske svoju djelatnost razvijaju ponajviše u korvinskom krugu u Budimu. Jedino je Dubrovnik s okolinom sačuvao relativnu nezavisnost, sve do Napoleonovog vremena; ovdje je uz književnost na hrvatskom cvalo i stvaralaštvo na latinskom jeziku, i to sve do duboko u 19. vijek.
Centralne ličnosti korvinskog kruga u Budimu bili su Jovan Vitez od Sredne (lat. Johannes Vitéz de Zredna, oko 1408—1472) i njegov nećak Jovan Česmički (lat. Ioannes Csezmiczei, 1434—1472), obojica hrvatskog porijekla i obojica školovana u Italiji. Vitez se nije toliko istakao kao latinski pisac koliko kao organizator, jer je u Budimu utemeljio skriptorijum i biblioteku (Corviana), a u Požunu 1467. — po uzoru na Univerzitet u Bolonji — prvu visoku školu na slovačkom i ugarskom tlu (Academia Istropolitana). Česmičkog — najvećeg latinskog pjesnika tog doba izvan Italije, Italijani smatraju svojim jer se školovao u Italiji, Mađari svojim jer je postao ugarski feudalni velikaš i bio najistaknutiji humanist u korvinskom krugu, a Hrvati svojim jer je bio hrvatskog porijekla. Po uticaju svog djela nesumjivo pripada mađarskoj i hrvatskoj književnosti, donekle i italijanskoj, ali prije svega univerzalnoj evropskoj latinskoj književnosti (pisao je isključivo na latinskom). Njegove latinske pjesme su po svemu na nivou najboljeg italijanskog latinističkog pjesništva 15. vijeka, napose epigrami koji su jednostavni, jasni i nalik improvizaciji te uvijek poentirani kao kod njegovog uzora Marcijala. Tematika im je široka: ljubav, prijateljske razmirice, književne rasprave, naivnost hodočasnika i lakomost svih onih koji se na njihov račun žele obogatiti. Kasniji epigrami su već smireniji i često odišu melanholijom. Tada piše i elegije, u kojima je još sjetniji i turobniji, a koje — premda napisane u najboljem humanističkom maniru i s puno aluzija na antičke teme — reflektuju osjetljivu lirsku narav.

### Zadar
U Zadru djeluje ninski biskup Juraj Divnić, istoričar i latinski pjesnik oko čije se ličnosti okupljaju zadarski humanisti.

### Šibenik
Iz Šibenika je hrvatski humanist Juraj Šižgorić (lat. Georgius Sisgoreus, 15. vijek), koji 1477. godine izdaje zbirku pjesama Tri knjige elegija i lirskih pjesama (lat. Elegiarum et carminum libri tres), koja je ujedno i prva hrvatska inkunabula. U zbirci ima pjesama u elegijskim distisima, sapfičkoj strofi i falečkom jedanaestercu — sa uobičajenim humanističkim temama iz antike, ali i onima koje je ispjevao saepenumero doloris cruciatu affectus („počesto mučen bolom”), kako sam kaže u uvodu, gdje misli kako na vlastite tako i na narodne patnje. Duboko proživljen sopstveni bol najbolje se vidi u elegiji O smrti dvojice braće (lat. De duorum obitu fratrum): jedan od njih pao je pro patria pugnans, pro laribusque suis („boreći se za svoju domovinu i svoj kućni prag”). U elegiji O pustošenju šibenskog polja (lat. De Sibenicensis agri vastatione) izražava tugu i ogorčenje zbog turskih pljački po rodnom zavičaju. Pjesnik bi i sam u borbu:  („Sveta vjero, za tebe, i slatka domovino, za tebe / život bih dao svoj barbarskim ljudima tim”). Po tri pisma u prozi koja su uvrštena u zbirku, a koja su mu poslali prijatelji te po pjesničkim poslanicima koje je on posvetio drugima, vidi se da su se održavale žive književne veze među humanističkim krugovima na cijeloj jadranskoj obali. U rukopisu je ostalo manje prozno djelo O položaju Ilirije i o gradu Šibeniku (lat. De situ Illyriae et civitate Sibenici). Iako je pisao isključivo na latinskom, Šižgorić hvali usmeno stvaralaštvo na narodnom jeziku posebno ističući pjesme i poslovice.
U Šibeniku je dobio prvo humanističko obrazovanje Šižgorićev mlađi sugrađanin Antun Vrančić (lat. Antonius Verantius/Wrantius/Vrantius, 1504—1573), stric poliistora i konstruktora Fausta Vrančića (lat. Faustus Verantius, 1551—1617) koji je takođe iz Šibenika. Na svojim brojnim putovanjima Vrančić je sakupljao rimske natpise na Balkanu, a tokom jedne diplomatske misije u Osmanskom carstvu zajedno s poznatim flamanskim humanistom A. B. Busbekom u Ankari je pronašao Avgustov autobiografski spis Djela božanskog Avgusta (lat. Res gestae divi Augusti) kasnije nazvan Spomenik iz Ankare (lat. Monumentum Ancyranum). Kako ga je i objavio, to je ovaj natpis poznat i kao Codex Verantianus. Pored istorijsko-putopisnih djela, štampao je i zbirku pjesama u elegijskim distisima — Pjesme u dokolici (lat. Otia, 1542), u kojima pjeva o ljubavi, životnim radostima i društvenim dešavanjima.

### Trogir
U trogirskom humanističkom krugu značajno mjesto zauzima Koriolan Ćipiko (lat. Coriolanus Cepio, 1425—1493), koji je napisao pomorske memoare pod naslovom Tri knjige o djelima vrhovnog zapovjednika Petra Moceniga (lat. Petri Mocenici imperatoris gestorum libri tres, 1477). Iz Trogira je i Fran Trankvil Andreis (lat. Andronicus Tranquillus Parthenius, 1490—1571), koji je studirao u Dubrovniku, u Padovi i na drugim italijanskim univerzitetima, te u Beču, Ingolštatu i Lajpcigu. Njegov obilni naučni i književni rad na latinskom jeziku obuhvata rasprave, dijaloge, poslanice i pjesme. Posebno je zanimljiva jedna poslanica u kojoj slika stanje u Ugarskoj nakon mohačke bitke (1526) te poslanica papi Piju V u kojoj oštro kritikuje crkvene političare. Od posebnog interesa je njegovo heksametarsko djelo Oratio (istovremeno Molitva i Govor), štampano 1518. godine u Augsburgu i u kojem opominje Nijemce na tursku opasnost koja prijeti cijeloj Evropi.

### Split
Centralna ličnost splitskog humanističkog kruga bio je Marko Marulić (lat. Marcus Marulus, 1450—1524), koji je evropsku slavu stekao latinskim djelima moralističkog i didaktičkog sadržaja: Upućivanje u čestit život prema primjerima svetaca (lat. De institutione bene vivendi per exempla sanctorum, 1506) danas poznatije po naslovu 4. izdanja iz 1530. godine Upućivanje u čestit i blažen život (lat. De institutione bene beateque vivendi) i Evanđelistar (lat. Evangelistarium, 1516). Prvo djelo je objavljeno u 15 izdanja i prevedeno na italijanski, francuski, njemački, češki i portugalski jezik, dok je drugo imalo devet izdanja i jednom prevedeno na italijanski. Ovo su u stvari praktične upute vjernicima o tome kako će postići čestit život i temeljne hrišćanske vrline, a napisane su u duhu Sv. Bernarda iz Klervoa (lat. Bernardus Claravallensis, 1090—1153) koji je bio jedan od glavnih predstavnika asketskog misticizma (v. asketa). Istu moralističku tendenciju imaju i ostala Marulićeva pobožna djela, s kojima su srodna i neka koja je s tom tematikom napisao i na hrvatskom. I pored toga što je bio uvjereni katolik, na nekim mjestima ukazuje na negativne pojave u crkvi, što je možda odjek reformacijskih ideja i pokušaja da se u okviru same Crkve nešto učini na vrijeme kako bi se učvrstio njen poljuljani položaj.
Kao što je njegov savremenik Zadranin Šimun Kožičić Benja (lat. Simon Begnius, oko 1460—1536) održao pred papom Lavom X govor Opustošena Hrvatska (lat. De Croatiae desolatione, 1516), tako i Marulić upućuje antitursku Poslanicu papi Hadrijanu VI (lat. Epistola ad Adrianum VI pontificem maximum, 1522). To su dakako samo neka u nizu obraćanja srednjoevropskih humanista — govorima, poslanicama i drugim književnim oblicima — Zapadnoj Evropi, da se spase antemuralia Christiana („prve kršćanske utvrde”). Ovih obraćanja je bilo mnogo i sva se skupnim imenom nazivaju antiturcica.
Glavno Marulićevo književno djelo na latinskom jeziku bila je Davidijada (lat. Davidias), napisana između 1506. i 1516. godine. U pitanju je veliki junačko-istorijski ep izrazito hrišćanske tendencije u 14 knjiga s 6.765 heksametarskih stihova. Tematiku izabire iz Starog zavjeta, što je karakterističnije za prekoalpski nego za mediteranski humanizam. Ep je napisan po Vergilijevom književnom postupku na klasičnom latinskom jeziku, s nekim primjesama biblijskog i srednjovjekovnog latiniteta; posjeduje znatne umjetničke kvalitete.
Među humanistima hvarskog kruga važniji je Vinko Pribojević (lat. Vincentius Priboevius, 15—16. vijek), koji u govoru O podrijetlu i zgodama Slavena (lat. De origine successibusque Slavorum, 1532) prvi u hrvatskoj književnosti izlaže zamisao o panslavizmu.

### Dubrovnik
U Dubrovniku je od starijih latinista najznačajniji pjesnik Ilija Crijević (lat. Aelius Lampridius Cervinus, 1463—1520). Pisao je elegije, poslanice, ode i nezavršen ep O Epidaurumu (lat. De Epidauro), ali najbolje mu je uspio ciklus ljubavne lirike posvećen obrazovanoj ali preslobodnoj Rimljanki Flaviji. Iz ovih pjesama, po kojima je postao poeta laureatus, izbija pravi humanistički pjesnik: s jedne strane učenost i samostalno oponašanje antičkih i humanističkih pjesnika, a s druge strane naglašena osjećajnost u čemu ponekad ide i dalje od svoga uzora Katula. Crijevića odlikuje i izvrstan talenat za opisivanje prirodnih ljepota, pa se u njegovim pjesmama nailazi na krasne opise Lopuda i Rijeke Dubrovačke.
Njegov sugrađanin i savremenik Jakov Bunić (lat. Iacobus Bonus, 1469—1500) bio je naročito vjerski orijentisan. Njegov kraći mitološki ep Otmica Kerberova (lat. De raptu Cerberi, oko 1490—1534), napisan u mladosti, najstariji je ep u hrvatskoj književnosti. Napisao je i veliki hrišćanski ep Kristov život i djela (lat. De vita et gestis Christi, 1526), koji predstavlja parafrazu prema svim evanđeljima i istovremeno je prvi ep novolatinske književnosti u kojem se prikazuje čitav život Hristov. Ovo djelo, štampano devet godina nakon Luterovih teza, u prvom redu ima propagandni karakter u protivreformacijskom duhu. Na tragu njegovog pjesničkog postupka je Bunićev mlađi savremenik Damjan Beneša (ili Benešić, 1477—1539) autor velikog epa Kristova smrt (lat. De morte Christi), koji je ostao u rukopisu i bio objavljen tek u najnovije doba (2006).
U Dubrovniku je, osim književnosti u užem smislu, cvala i naučna književnost. Istoričar Ludovik Crijević Tuberon (lat. Ludovicus Cerva Tubero, 1459—1527) značajan je po tome što je, ugledavši se na Salustija i Tacita, tečno i slikovito prikazao događaje, ličnosti, društvene i privredne prilike na širokom prostoru od Budima do Carigrada u periodu od 1490. do 1522. godine. Veoma su zanimljivi ekskursi u dalju prošlost te anegdotski i novelistički umeci s psihološkom karakterizacijom pojedinih osoba. Zbog oštre kritike crkvene politike ovo istorijsko djelo je 1734. godine stavljeno na Index librorum prohibitorum.
Filozof Juraj Dragišić (lat. Georgius Benignus de Salviatis, 1450—1520) porijeklom je bio iz Srebrenice u Bosni, a nakon početnog školovanja u Dubrovniku studirao je u Italiji, Parizu i Oksfordu. U Firenci je postao član Pletonove platonske akademije i Besarionovog kruga, gdje se istakao kao vrstan poznavalac grčkog, latinskog i hebrejskog jezika. Nakon 30-godišnjeg boravka u Italiji vratio se u rodni Dubrovnik, odakle uskoro ponovo odlazi u Italiju. Njegova filozofska djela pisana su u obliku renesansnih dijaloga i nastoje pomiriti tomizam i skotizam.

### Istra i Kvarner
Matija Vlačić Ilirik (lat. Matthias Flacius Illyricus, 1520—1575) iz Labina u Istri, u kojoj su humanistički centri bili i Kopar i Piran, najvažniji je među hrvatskim humanistima protestantizma. Cijeli život je proveo u Njemačkoj i bio je saradnik Lutera i Melanhtona. Nakon Luterove smrti, kad su mnogi protestantski prvaci postali zagovornici postepene borbe i kompromisa s Rimom, Vlačić je bio najžešći zastupnik Luterovih ideja i konačno začetnik nove radikalne struje čiji je eponim. Zbog beskompromisnog stava, do kraja života je bio proganjan od Katoličke crkve. Njegova teološka, filozofska, istorijska i filološka djelatnost je ogromna: ostavio je više od 300 knjiga i kraćih spisa. Glavna djela su mu Katalog svjedoka istine (lat. Catalogus testium veritatis, 1556) u kojem je prikazao 650 svjedoka-otpadnika od Rimske crkve i Ključ Svetoga pisma (lat. Clavis scripturae sacrae, 1567) koji predstavlja enciklopedijski rječnik hebreizama i koji je postao temeljno djelo protestantskog tumačenja Biblije.
Frane Petrić (ili Franjo, takođe Petris ili Petriš; lat. Franciscus Patricius, 1529—1597) iz Cresa studirao je uglavnom u Padovi, najvećem centru aristotelstva; svejedno se priklonio ’božanskom’ Platonu i postao protivnik ’životinje’ Aristotela. Nakon brojnih putovanja po Sredozemlju vraća se u Italiju, gdje u Ferari i Rimu postaje profesor filozofije.
Pisao je na italijanskom jeziku o poetici, retorici, filozofiji, istoriji, matematici, geometriji i medicini, ali se najviše proslavio kao antiperipatetički filozof. I u latinskom djelu Peripatetičke rasprave (lat. Discussiones peripateticae, 1581) ističe predsokratovsku filozofiju prirode i nastoji obezvrijediti Aristotelov značaj. U djelu Nova filozofija o općem (lat. Nova de universis philosophia, 1591) Petrić izlaže svoju metafizičku koncepciju svijeta, utemeljenu na više izvora — uglavnom Platonu, stoicizmu, neoplatonizmu i Hermesu Trismegistosu. Budući da u ovom djelu postanak i slika svijeta bitno odudaraju od učenja skolastičkog aristotelizma, djelo je — uprkos Petrićevim nastojanjima da ga odbrani ili barem rasvijetli quaedam loca obscuriora („neka nejasna mjesta”) — 1594. godine bilo zabranjeno.

## Od 17. do 20. vijeka
Na prijelazu između humanističkog i klasicističkog razdoblja, karakterističnom za 17. vijek, humanisti postaju uglavnom naučnici. U ovih sto godina, veoma često upravo na latinskom, javljaju se epohalna djela iz gotovo svih grana nauke i filozofije; najbitnije je spomenuti Galilea Galileja, Fransisa Bejkona, Renea Dekarta, Baruha de Spinozu, Gotfrida Lajbnica... Među hrvatskim latinistima ovog razdoblja značajan je Stjepan Gradić (lat. Stephanus Gradius, 1613—1683), dubrovački diplomata pri Rimskoj kuriji, kustos i upravitelj Vatikanske biblioteke. Pisao je rasprave iz filozofije, teologije, matematike i fizike, ali i govore i pjesme. Od pjesama, najpoznatija mu je Pjesma o pohvalama Prejasne Mletačke Republike i o nevoljama rodnoga grada (lat. De laudibus Serenissimae Reipublicae Venetae et cladibus Patriae suae carmen, 1675), napisana u 315 heksametara sa datim veoma upečatljivim opisom katastrofalnog dubrovačkog zemljotresa iz 1667. godine.
Među latinistima 17. vijeka izdvaja se i Ivan Lučić (lat. Joannes Lucius, 1604—1679), čije je najznačajnije djelo O kraljevstvu Dalmacije i Hrvatske (lat. De regno Dalmatiae et Croatiae, 1666) u kojem je dat pregled hrvatske istorije od praistorije do 15. vijeka, podrobno potkrijepljen izvornom građom i ilustrovan sa šest istorijskih karti. Zbog ovog svog djela Lučić se smatra utemeljiteljem hrvatske naučne istoriografije. Lučić je sudjelovao i u sporu oko autentičnosti spisa Trimalhionove gozbe (lat. Cena Trimalchionis) rimskog satiričara Petronija Arbitera, koji je bio pronađen u Trogiru. Drugi istaknuti istoričar ovog doba je Pavao Riter Vitezović (1652—1713), sa svojim kratkim djelom od svega 32 štampane stranice pod naslovom Oživljena Hrvatska (lat. Croatia rediviva regnante Leopoldo Magno caesare, 1700) ali i drugim istoriografskim djelima — kako proznim tako i stihovanim, od kojih su neka ostala u rukopisu.
Kroz gotovo sve evropske književnosti 18. vijeka prolazi tek slaba latinistička struja. Osim toga, malo se latinskih pisaca oslanja na prethodno stvaralaštvo i među njima nema više nekadašnje tematske povezanosti. Ipak, u Dubrovačkoj republici u 18. vijeku — njenom posljednjem vijeku, jer ju je 1808. ukinuo Napoleon — latinska književnost je plodnija od one pisane na narodnom jeziku. Uslovi za ponovno osnaživanje kulturnog stvaralaštva sazrili su nakon obnove privrede poslije katastrofalnog zemljotresa i njime uzrokovanog velikog požara godine 1667. Činjenica da je od svih evropskih književnosti ovog perioda jedino u dubrovačkoj latinistička struja jača od narodne, može se objasniti time što nije bilo življih kulturnih veza s hrvatskim zaleđem, ali i time što su Dubrovčani htjeli držati korak s ostalom Evropom smatrajući da će na internacionalnom jeziku uspješnije upoznati svijet s domaćim prilikama i s kulturom kako u vlastitom tako i u širem južnoslovenskom području.
Posljednjih pet istaknutih hrvatskih latinista — Bošković, Stej, Kunić, Džamanjić i Galjuf — živi i radi pretežno izvan domovine. Đuro Ferić (lat. Georgius Ferrich, 1739—1820), s druge strane, sve do duboke starosti ostaje da djeluje u rodnom gradu. Njegovo prvo književno djelo je prepjev Psalama Davidovih u heksametrima a potom u lirskim stihovima. Kako god, njegovo pravo područje bila je narodna književnost. Na osnovu narodnih poslovica sastavio je zbirku od 113 basni u stihovima pod latinskim i narodnim nazivom Fabulae ab Illyricis adagiis desumptae odnosno Pričice prorječja slovinskijeh (1794). Sačuvana je i njegova prepiska u heksametrima s kustosom dvorske biblioteke u Beču Johanesom Milerom i sa splitskim gradonačelnikom Julijem Bajamontijem s kraja 18. vijeka. U ovim pjesničkim poslanicama Ferić izlaže svoja zapažanja o domaćem folkloru, posebno se oduševljavajući narodnim pjesmama. Mileru je uz poslanicu poslao i prevode 37 narodnih pjesama, među kojima i južnoslovenska narodna balada u desetercu Hasanaginica (šesti po redu prevod, od ukupno stotinjak poznatih, ove slavne bosanske pjesme napisane u 92 heksametra). Sastavio je i zbirku Latinski prevodi slovinskih pjesama (lat. Slavica poematia Latine reddita) od 26 epskih i 12 ljubavnih narodnih pjesama, uz 13 Kačićevih iz njegove pjesmarice, pisanih u duhu i stilu narodne poezije. Po ovom živom zanimanju za folklornu književnost Ferić je preteča romantizma. Napisao je i još mnogo epigrama, a među najboljim djelima mu je Opis dubrovačke obale (lat. Periegesis orae Rhacusanae, 1803) u 3.379 heksametara kojima se opisuju ne samo prirodne ljepote nego i običaji i istorijski događaji.
Rajmund Kunić (lat. Raymundus Cunichius, 1719—1794), poznat prvenstveno kao prevodilac s grčkoga jezika a onda i kao pjesnik epigrama, cijeli život je proveo u Italiji i — kao i Džamanjić i Galjuf — bio je član rimske književne akademije Arcadia, utemeljene 1690. godine. Njegov prevod Homerova Ilijada u latinskim stihovima (lat. Homeri Ilias Latinis versibus expressa, 1776) i pored svih nedostataka smatra se najuspjelijim latinskim prevodom homerskih epova. Osim Homera, na latinski je prevodio i pjesnike Grčke antologije i Teokrita. U izvornim epigramima u elegijskim distisima pokazuje se kao veliki epigramatik, i po raznolikosti tema i po eleganciji stiha.
Njegov učenik i prijatelj je bio Brno Džamanjić (lat. Bernardus Zamagna, 1735—1820), koji je godinu dana nakon Kunićeve Ilijade izdao Homerovu Odiseju u latinskim stihovima (lat. Homeri Odyssea Latinis versibus expressa). Poput Kunića, i on se ugledao na Vergilija, ali mu je djelimično uzor i sam Kunić. Obojica neka mjesta ne prevode već ih parafraziraju, što je bio manir tadašnjeg prevođenja. Džamonjić je pisao i izvorne epske pjesme, prigodne i poučne elegije, epigrame i heksametarske poslanice (Epistolae). Dva kraća epa — Jeka (lat. Echo, 1764) i Zračni brod (lat. Navis aëria, 1768) — takođe su ga afirmirala kao izvrsnog latinističkog pjesnika.
Marko Faustin Galjuf (lat. Marcus Faustinus Gagliuffius, 1765—1834) za sebe kaže sljedeće: Sorte Ragusinus, vita Italus, ore Latinus („Po sudbini Dubrovčanin, po životu Italijan, po jeziku Latinjanin”). Često proganjan zbog svoje političke djelatnosti, lutajući Evropom se proslavio kao improvizator latinskih stihova. Džono Rastić (lat. Junius Restius, 1755—1814) glavni je satiričar u hrvatskom latinističkom pjesništvu, sa svojim Pjesmama (lat. Carmina, 1816). Ugledao se prije svega na Horacija (pa je stoga nazvan „hrvatskim Horacijem”), ali ponekad i na Vergilija i Juvenala. Oštro kritikuje negativne pojave i pojedince pri kraju Dubrovačke republike, tvrdeći da su za sve zlo krive novotarije koje dolaze spolja.
U sjevernoj Hrvatskoj, među brojnim latinistima izdvaja se Matija Petar Katančić (lat. Mathias Petrus Katancsich, 1750—1825), glavni predstavnik hrvatskog književnog klasicizma. Pisao je pjesme na latinskom, hrvatskom i mađarskom, ali je ipak poznatiji kao filolog, istoričar, arheolog i numizmatičar. Prigodne latinske pjesme, napisane po uzoru na Horacija i izdate zajedno s njegovim hrvatskim pjesmama u zbirci Jesenski plodovi (lat. Fructus autumnales, 1791), pokazuju da je bio fundamentalno klasički obrazovan i da je bio vješt versifikator. Vrijedna su mu i dva književnoteorijska spisa: Kratka napomena o prozodiji ilirskoga jezika (lat. Brevis in prosodiam Illyricae linguae animadversio, 1791) i Knjižica o ilirskom pjesništvu izvedena po zakonima estetike (lat. De poesi Illyrica libellus ad leges aestheticae exactus, 1817). U prvom spisu daje prvi pokušaj da se razrade načela za tvorbu hrvatskih stihova u klasičnim metrima, a u drugom prvi razmatra hrvatsku književnost sa estetičkog stajališta.
Ruđer Josip Bošković (lat. Rogerius Josephus Boscovich, 1711—1787) jedan je od najistaknutijih predstavnika evropske naučne proze u 18. vijeku. Svestran, podjednako kreativan u teorijskom i praktičnom dijelu različitih naučnih disciplina, djelujući u više kulturnih i naučnih centara Evrope već je za života ubrajan u velike naučnike. Svoju teoriju o jednom jedinom zakonu u prirodi postojećih djela izložio je u kapitalnom djelu Teorija prirodne filozofije (lat. Theoria philosophiae naturalis, 1758). U prirodoslovnom epu O pomrčinama Sunca i Mjeseca (lat. De Solis ac Lunae defectibus, 1760) dotjeranim i jednostavnim stihovima izlaže uzroke pomenutih pojava.
Boškovićev zemljak Benedikt Stej (lat. Benedictus Stay, 1714—1801) od 1746. godine živi u Italiji pošto se proslavio filozofskim epom Šest knjiga filozofije u stihovima (lat. Philosophiae versibus traditae libri sex, 1744) koji je napisao u rodnom Dubrovniku. Ovaj ep s više od 10.000 stihova prikazuje Dekartovu filozofiju i fiziku koje nastoji pomiriti s hrišćanskim učenjem. Zanosnim stihovima, s lijepim pjesničkim poređenjima i brižljivo dotjeranim jezikom, Stej poput Lukrecija uspijeva da čitaocu približi tešku i nepjesničku tematiku. Već su ga njegovi savremenici prozvali „novim Lukrecijem”. Ohrabren ovim uspjehom, u Rimu počinje još teži zadatak — da u stihovima izloži i Njutnovu filozofiju i naučna otkrića. I ovaj veliki ep, s više od 24.000 stihova, filozofski je i nosi naziv Deset knjiga novije filozofije u stihovima (lat. Philosophiae recentioris versibus traditae libri decem, 1755—1792). U pripremanju ovog djela sarađivao je s Boškovićem, koji mu je tumačio Njutnovu fiziku i napisao komentar.
Tokom 19. vijeka književnost na latinskom jeziku zamire u cijeloj Evropi, da bi s 20. vijekom — i pored pojedinih nastojanja — gotovo sasvim nestala. Od hrvatskih latinista ovog razdoblja može se spomenuti Ton Smerdel (1904—1970), klasični filolog koji je izdao sedam knjiga ametričkih latinskih pjesama i tako se uvrstio među najplodnije novije neolatinske pjesnike u svijetu.

## Napomene
1. ↑  Na rimskoj Crkvi Svetog Onofrija 7. februara 2008. godine, kardinal Đovani Lajolo (guverner grada-države Vatikana) zajedno s profesorom Milanom Mogušem (predsjednik HAZU) i hrvatskim ambasadorom pri Svetoj Stolici Emiliom Marinom, svečano je otkrio spomen-ploču Franji Petriću. Tako Hrvatska na ovoj rimskoj crkvi, uz italijanskog (Taso), francuskog (Šatobrijan) i njemačkog (Gete), ima i svog predstavnika.[2]

## Spoljašnje veze
- O epu , prvoj knjizi u serijalu „Hrvatska književna baština — građa za povijest hrvatskoga latinizma” Архивирано на веб-сајту  (16. јул 2013) (jezik: hrvatski)
- O latinsko-hrvatskim jezičkim vezama (jezik: hrvatski)